# DC vs. Marvel
DC vs. Marvel (#1 und 4) bzw. Marvel vs. DC (#2 und 3), war ein vierteiliges Crossover, das die Comic-Universen von DC und Marvel zusammenführte. Es wurde 1996 von Ron Marz und Peter David getextet und von Dan Jurgens und Claudio Castellini gezeichnet. Die deutschen Ausgaben erschienen unter dem Titel DC gegen Marvel 1996 beim Dino Verlag, der damals die DC-Comics im deutschsprachigen Raum veröffentlichte.

## Handlung
Spider-Man (Marvel) ist in New York City unterwegs. Er findet sich auf einmal in der für ihn fremden Stadt Gotham City wieder und steht plötzlich einem Clown, dem Joker (DC), gegenüber. Anderen Helden und Schurken ergeht es ähnlich, sie befinden sich ohne Vorwarnung in einem anderen Umfeld. Wie sich herausstellt, sind zwei übermächtige Wesen, die vom stetigen Ablauf der Dinge gelangweilt sind und auf diese Weise Abwechslung schaffen wollen, die Urheber dieser Ereignisse. Als die Helden anfangen, mit ihrer neuen Umgebung zurechtzukommen, geben sich die beiden Wesen, die Brüder sind, ihnen zu erkennen und beschließen, ein Turnier zwischen den beiden Universen durchzuführen, dessen Kämpfe an verschiedenen Schauplätzen stattfinden. Dabei treten je ein Charakter gegeneinander an:
- Captain Marvel (DC) gegen Thor (Marvel); Sieger: Thor
- Aquaman (DC) gegen Namor (Marvel); Sieger: Aquaman
- The Flash (DC) gegen Quicksilver (Marvel); Sieger: Flash
- Robin (DC) gegen Jubilee (Marvel); Sieger: Robin
- Green Lantern (DC) gegen Silver Surfer (Marvel); Sieger: Silver Surfer
- Catwoman (DC) gegen Elektra (Marvel); Sieger: Elektra
- Lobo (DC) gegen Wolverine (Marvel); Sieger: Wolverine
- Wonder Woman (DC) gegen Storm (Marvel); Sieger: Storm
- Superboy (DC) gegen Spider-Man (Marvel); Sieger: Spider-Man
- Superman (DC) gegen Hulk (Marvel); Sieger: Superman
- Batman (DC) gegen Captain America (Marvel); kein Sieger, der in einer Kanalisation stattfindende Kampf wurde aufgrund einer plötzlichen Überflutung abgebrochen

Nach dem letzten Kampf zwischen Batman und Captain America verbinden die Brüder die Universen zum Amalgam-Universum, wobei die verschiedenen Helden und Schurken zu neuen Charakteren verschmelzen. Schließlich trennen sie sich aber wieder voneinander und Batman und Captain America bringen die Brüder dazu, die Normalität in den beiden Universen wiederherzustellen.

## Weitere Figuren
- Bane (DC)
- Betty Brant (Marvel)
- Bullseye (Marvel)
- Darkseid (DC)
- Gambit (Marvel)
- J. Jonah Jameson (Marvel)
- Juggernaut (Marvel)
- Killer Croc (DC)
- Kingpin (Marvel)
- Tana Moon (DC)
- Peter Parker (Marvel)
- Betty Ross (Marvel)
- Thanos (Marvel)
- Professor Charles Xavier (Marvel)

## Sonstiges
- Spider-Man wird in dieser Comicreihe nicht von Peter Parker, sondern von Ben Reilly verkörpert. Daher kann sich Peter Parker später auch nicht erinnern, dem Joker schon einmal begegnet zu sein.
- Die zwei Brüder verkörpern das Marvel- und das DC-Universum, obwohl das im Comic nicht direkt erwähnt wird.
- In Gotham City ist ein Geschäft zu sehen, in dem unter anderem Merchandise-Artikel der Looney Tunes sowie Figuren von Pinky und Brain verkauft werden. Die Rechte für diese Figuren liegen, wie bei den DC-Helden der Geschichte auch, bei Warner Bros. Entertainment.
- Die Leser konnten in Comicläden über die Sieger der Kämpfe abstimmen.
- Die Geschichten der verschmolzenen Figuren erschienen als Amalgam Comics (deutsch ebenfalls beim Dino Verlag).